# Zhong Xiu’e
Zhong Xiu’e (chiń. 钟秀娥; ur. 19 stycznia 1974) – chińska zapaśniczka w stylu wolnym. Siedmiokrotna medalistka mistrzostw świata. Złoto w 1991, 1992, 1993, 1996, 1997; srebro w 1995 i 1999; szósta w 1998 roku.
Złoto na igrzyskach azjatyckich w 2002. Wicemistrzyni Azji w 1996. Uniwersytecka wicemistrzyni świata w 2002 roku.